# (33532) Gabriellacoli
(33532) Gabriellacoli (1999 HV2) – planetoida z pasa głównego asteroid okrążająca Słońce w ciągu 3,54 lat w średniej odległości 2,32 j.a. Odkryta 18 kwietnia 1999 roku.